# قطقطانة
القُطْقُطانة موضع قرب الكوفة من جهة البرية بالطف، بينها وبين الرهيمة مغرباً نيف وعشرون ميلاً، إذا خرجت من القادسية تريد الشام، ومنه إلى قصر مقاتل، ثم القريات، ثم السماوة، ومن اراد خرج من القطقطانة إلى عين التمر ثم ينحط حتى يقرب من الفيوم إلى هيت.
قال الشاعر:
وهذا البيت للشاعر عمر بن أبي ربيعة وفي ديوانه قد جاءت كلمة الاقحوانة بدل القطقطانة.
وروى الأصمعي قُطقُط فقط.
وما اورده الطبري في تاريخه عن هروب يزيد بن المهلب من محبسه، الذي كان عمر بن عبد العزيز حبسه فيه سنة إحدى ومائة، وقد سار مع اصحابه وارتفع فوق القطقطانة، وبعث وراءه من أهل الكوفة والشرط لأسره أو قتله لمعلومة عندهم انه سيمر قرب العذيب، فكمنوا له في العذيب، ومر يزيد بن المهلب منهم غير بعيد فاتقوا الإقدام عليه، ومضى يزيد نحو البصرة، وفيه يقول الشاعر: